# 宣國柱
宣國柱（16世紀—17世紀），字若木，號颐莊，直隸安慶府懷寧縣人，明朝、南明政治人物。

## 生平
宣國柱聰明博學，曾寫作古文和詩歌，天啟七年（1627年）中舉人，崇禎十三年（1640年）成進士，因召對稱旨而獲授兵科給事中，一年內連上十多次奏章得溫旨，不久遭陷害入獄，弘光年間官復原職，與趙東曦、朱邦祈、吳允謙、丁聖時、王運熙、胡周鼒同時召用。南京失守後他在太平山隱居，每天哭著說：「我因為母親年老，欠先帝一死。」母親死後哀痛過度去世。

## 引用
1. ↑  《崇祯十三年庚辰科进士三代履历》：宣国柱，曾祖憿，监生；祖文命，生员；父王典，生员。颐莊，易一房，乙巳年十一月十二日生，怀宁县人，丁卯十名，会试七十一名，二甲二十九名，钦授兵科给事中。
2. 1 2  錢海岳《南明史·卷三十一·列傳第七》：同（趙東曦弘光時）同召者朱邦祈、吳允謙、丁聖時、王運熙、宣國柱、胡周鼒。……國柱，字若木，懷寧人。崇禎十三年進士。官兵科給事中。一歲章十餘上，不避權貴，坐是下獄，起故官。南京亡，隱太平山中，日痛哭曰：「吾以母老，欠先帝一死。」後母喪，以毀卒。
3. ↑  民國《懷寧縣志·卷十五·選舉表》：（天啟）丁卯（舉人）……宣國柱
4. ↑  道光《安徽通志·卷一百三十九·人物》：宣國柱，字若木，懷寧人。崇禎庚辰進士，擢兵科給事中，經國大務章十餘上，皆允行。然不避嫌怨，卒以謂讒獄，詔再鞠始獲昭雪，以母老乞歸。 《江南舊通志》
5. ↑  民國《懷寧縣志·卷十八·仕業》：宣國柱，字若木，崇禎庚辰進士，召對稱旨，擢兵科給事中，連上十餘疏咸得溫旨。卒遭讒置之里，詔再鞠得予昭雪，以母老乞歸隱於太平山中。居平欷歔時事，恆泣下沾衣，曰：「吾以老母，故欠先皇一死。」後居母喪，竟以毀瘠卒。國柱資敏學博，所撰古文辭淵源筍勗，四部上下於北地瑯琊之間，詩亦取材《騷》、《雅》。